# Madhuca palembanica
Madhuca palembanica là một loài thực vật có hoa trong họ Hồng xiêm. Loài này được (Miq.) Forman mô tả khoa học đầu tiên năm 1996.